# Powodowo (województwo warmińsko-mazurskie)
Powodowo (niem. Powunden) – osada w Polsce położona w województwie warmińsko-mazurskim, w powiecie elbląskim, w gminie Rychliki. 
W latach 1975–1998 miejscowość administracyjnie należała do województwa elbląskiego.

## Historia
Nazwa lokacyjna miejscowości "Powunden" wywodzi się z sięgającego tu dawniej akwenu jeziora Druzno (staropruskie po-wundan - znaczyło "przy wodzie". Wieś została lokowana w roku 1285. Co ciekawe, zasadźcami byli przesiedleni w te okolice Jaćwingowie/Sudowowie: Kantigirde z synami oraz Zwinniennen i jego bracia. W późniejszych czasach była własnością pochodzącego z Saksonii rycerskigo rodu Czemów (niem. Zehmen). Według elbląskiego burmistrza i kronikarza Israela Hoppe, 20 czerwca 1623 Czemowie gościli w Powodowie polskiego króla Zygmunta IIIz rodziną.

## Zabytki
Do wojewódzkiego rejestru zabytków wpisane są obiekty:
- znajduje się tu zabytkowy zespół dworsko-pałacowy z końca XVIII wieku, parterowy dwór posiada cechy barokowo-klasycystyczne, w elewacjach po trzy parterowe ryzality posiadające trójkątne szczyty, dach mansardowo-naczółkowy. Wewnątrz piec kolumnowy, klasycystyczny.

W drugiej części wsi ruina dworu z 1848.